# Tsonga
Tsonga je bantuský jazyk, mluví jím hlavně etnická skupina Tsonga. Mluví jím celkem čtyři miliony lidí, hlavně v jihoafrických provinciích Limpopo a Mpumalanga, Zimbabwe a jižním Mosambiku. V roce 2015 šlo o mateřský jazyk 3,18 % jihoafrické populace starší 15 let. Dělí se na dialekty Ronga, Tonga, Tswa a Inhambe.

## Ukázka jazyka
Otče náš ve tsonze:
Tata wa hina la nge matilweni,
vito ra wena a ri hlawuleke;
a ku te ku fuma ka wena;
ku rhandza ka wena a ku endliwe misaveni,
tanihi loko ku endliwa tilweni.
U hi nyika namuntlha vuswa bya hina bya siku rin'wana ni rin'wana;
u hi rivalela swidyoho swa hina,
tanihi loko na hina hi rivalela lava hi dyohelaka;
u nga hi yisi emiringweni,
kambe u hi ponisa eka Lowo biha,
Amen.